# Thermae Romae
Thermae Romae (テルマエ・ロマエ, Terumae Romae) est un manga écrit et dessiné par Mari Yamazaki. Il a été prépublié dans le magazine Comic Beam de l'éditeur Enterbrain entre décembre 2008 et mars 2013, et a été compilé en un total de six tomes. La version française est éditée par Casterman depuis le 14 mars 2012.
Il a été adapté en anime de trois épisodes découpés chacun en deux parties diffusés sur Fuji TV en janvier 2012. Deux films en prise de vues réelles réalisés par Hideki Takeuchi sont sortis respectivement en avril 2012 et avril 2014. Une adaptation en ONA par le studio NAZ est sortie en mars 2022 sur Netflix.

## Synopsis
L'histoire se déroule à Rome sous le règne d'Hadrien. On suit Lucius Modestus, architecte spécialisé dans la construction de thermes, qui se trouve être sur la pente descendante. Ses idées sont jugées trop classiques et il délaisse sa femme. Tout bascule lorsqu'un jour, se baignant dans des thermes, il est aspiré sous l'eau et se retrouve projeté dans le Japon des années 1970-1980. Il découvre alors des procédés et des objets inédits qu'il met en pratique une fois de retour dans son monde antique. Par la suite, à chaque fois qu'il a besoin d'une idée pour innover, il se retrouve dans un endroit du Japon correspondant à ses besoins.
Dans la seconde moitié du manga, la situation de Lucius change. Au tome 4, il se trouve prisonnier de l'époque moderne. Dans le même temps, on découvre le personnage de Satsuki, une jeune femme passionnée par la Rome antique au point qu'elle sait un peu parler latin. Quand Lucius rencontre Satsuki, elle devient l'intermédiaire qui lui manquait pour comprendre le monde étrange où il atterrissait régulièrement.

## Personnages
- Lucius Modestus (ルシウス・モデストゥス, Rushiusu Modesutusu?) : Héros du manga, architecte spécialisé dans les thermes.
- Hadrien (ハドリアヌス, Hadorianusu?) : Empereur romain.
- Livia Modestus (リウィア・モデストゥス, Rivia Modesutusu?) : Femme de Lucius, qui va quitter son mari dès le début du deuxième tome.
- Marcus Pietras (マルクス・ピエトラス, Marukusu Pietorasu?) : Sculpteur et ami de Lucius.
- Apollodore (アポロドロス, Aporodorosu?) : Architecte reconnu qui a construit des thermes au nom de Trajan (précédent empereur).
- Aelius Ceionius (アエリウス・カエイオイニウス, Aeriusu Kaeioniusu?) : Fils adoptif d'Hadrien.
- Marcus Annius Verus (マルクス・アンニウス・ウェルス, Marukusu Anniusu Uerusu?) : Futur Marc Aurèle (futur empereur).
- Sergianus (セルギアヌス, Serugianusu?) : Sénateur qui conspire contre Aelius et veut la mort de Lucius.
- Lepidus (レピドゥス, Repidusu?) :
- Satsuki Odate (小達さつき, Odate Satsuki?) : Jeune Japonaise du monde moderne, passionnée par la Rome antique.

## Analyse de l’œuvre

### Inspiration et création
Le prénom du héros vient de Lucius Vorenus, personnage de la série télévisée Rome dont l'auteure est fan. Pour son nom de famille, Modestus, elle a voulu transmettre à la fois le côté orgueilleux et le côté sérieux de son personnage. En références historiques, elle utilise beaucoup les œuvres de Edward Gibbon, ainsi que les Mémoires d'Hadrien de Marguerite Yourcenar.

### Réception
En 2012, le manga s'est écoulé à plus de 2 230 000 exemplaires au Japon, se classant à la dix-neuvième place du top Oricon. En août 2013, plus de neuf millions d'exemplaires sont en circulation.
En 2010, le manga a reçu le troisième prix Manga Taishō et le « Prix de l'histoire courte » du Prix culturel Osamu Tezuka.

## Manga
La série a débuté en décembre 2008 dans le magazine Comic Beam. D'abord publié à un rythme irrégulier, elle a été publiée mensuellement à partir de mars 2010 jusqu'à la fin de la série en mars 2013. La version française est éditée par Casterman depuis le 14 mars 2012. Une édition deluxe en trois tomes est publiée depuis novembre 2013.
Une série dérivée basée sur différents personnages secondaires devait débuter en septembre 2013 dans le magazine Comic Beam, mais celle-ci a été repoussée par suite de problèmes de santé de l'auteur.

### Liste des volumes
| no | Japonais          | Japonais          | Français        | Français          |
| no | Date de sortie    | ISBN              | Date de sortie  | ISBN              |
| -- | ----------------- | ----------------- | --------------- | ----------------- |
| 1  | 26 novembre 2009  | 978-4-04-726127-3 | 14 mars 2012    | 978-2-203-04909-3 |
| 2  | 25 septembre 2010 | 978-4-04-726770-1 | 14 mars 2012    | 978-2-203-04910-9 |
| 3  | 25 avril 2011     | 978-4-04-727232-3 | 27 juin 2012    | 978-2-203-05082-2 |
| 4  | 22 décembre 2011  | 978-4-04-727515-7 | 10 octobre 2012 | 978-2-203-06040-1 |
| 5  | 25 septembre 2012 | 978-4-04-728225-4 | 16 janvier 2013 | 978-2-203-06206-1 |
| 6  | 25 juin 2013      | 978-4-04-728895-9 | 30 octobre 2013 | 978-2-203-06207-8 |

## Anime

### Thermae Romae
L'adaptation en anime flash a été annoncée en décembre 2011. Il est produit par le studio DLE et a été diffusé en janvier 2012 sur Fuji TV dans la case-horaire noitaminA. Il est diffusé dans les pays francophones par Wakanim,,.

#### Liste des épisodes
| No | Titre français                             | Titre japonais                | Titre japonais                           | Date de 1re diffusion |
| No | Titre français                             | Kanji                         | Rōmaji                                   | Date de 1re diffusion |
| -- | ------------------------------------------ | ----------------------------- | ---------------------------------------- | --------------------- |
| 01 | The Roman Who Leapt Through Time Swan Lake | 時をかけるローマ人 白鳥の湖」 | Toki wo kakeru rōmajin Hakuchō no mizūmi | 12 janvier 2012       |
| 02 | Shampoo Hat The Melancholy of the Emperor  | シャンプーハット 皇帝の憂鬱   | Shanpū hatto Kōtei no yūutsu             | 19 janvier 2012       |
| 03 | The Power of Baths                         | 湯のちから                    | Yu no chikara                            | 26 janvier 2012       |

#### Doublage
| Personnages                | Personnages                | Voix japonaises   |
| -------------------------- | -------------------------- | ----------------- |
| Lucius                     | Lucius                     | FROGMAN           |
| Hadrianus                  | Hadrianus                  | Akio Ohtsuka      |
| Narrateur                  | Narrateur                  | Asa Ueno          |
| Marcus                     | Marcus                     | Hiroki Touchi     |
| Consul Lepidus             | Consul Lepidus             | Hiroshi Shirokuma |
| Yamaguchi                  | Yamaguchi                  | Kana Ueda         |
| Vieil homme au Bain Public | Vieil homme au Bain Public | Naoya Uchida      |
| Planning Office Head       | Planning Office Head       | Tetsu Inada       |

### Thermæ Romae Novae
Une adaptation en série d’animation a été annoncée par Netflix le 27 octobre 2021. Nommée Thermae Romae Novae (テルマエ・ロマエ ノヴァエ), elle est produite par le studio NAZ et diffusée à partir du 28 mars 2022. Elle est réalisée par Tetsuya Tatamitani et scénarisée par Yûichirô Momose. Le scénario, bien que basé sur le manga, contient également des histoires originales écrites par Mari Yamazaki en personne.

## Films en prises de vue réelles
Une adaptation en film en prises de vue réelles est sortie le 28 avril 2012, avec à l'affiche Hiroshi Abe et Aya Ueto,. Il est présenté au cours du Festival international du film de Toronto 2012 dans la sélection « Gala Presentations ».
Un second film est sorti le 26 avril 2014,.